# Ебуції
Ебу́цій (лат. Aebutius) — давньоримський номен. З часів ранньої Республіки (приблизно V ст. до н. е.) існував патриціанський рід Ебуціїв, основний когномен якого був Гельва (лат. Helva).

## Відомі представники роду
- Тіт Ебуцій Гельва (лат. Titus Aebutius Helva) — консул 499 року до н. е., начальник кінноти під час битви біля Регільського озера, яка відбулася бл. 496 до н. е.
- Луцій Ебуцій Гельва (лат. Lucius Aebutius Helva) — син попереднього, у 463 до н. е. обраний консулом і за кілька місяців помер від чуми.
- Постум Ебуцій Гельва Корніцен (лат. Postumius Aebutius Helva Cornicen) — консул 442 до н. е., начальник кінноти у 435 до н. е.
- Марк Ебуцій Гельва (лат. Marcus Aebutius Helva) — трибун, приблизно 442 року до н. е.[1][2].
- Луцій Ебуцій Фауст (лат. Lucius Aebutius Faustus) — вільновідпущеник
- Публій Ебуцій (лат. Publius Aebutius) — згадується у Лівія, приблизно у 186 року до н. е.
- Публій Ебуцій Пінній (лат. Publius Aebutius Pinnius) — ім'я знайдено на монетах Коринфу, датується приблизно 39 року до н. е.,
- Ебуцій Лібераліс (лат. Aebutius Liberalis) — адресат одного з листів Сенеки.